# Relaciones Brasil-Chile
Las relaciones Brasil-Chile hace referencia a las relaciones internacionales entre la República Federativa de Brasil y la República de Chile. Ambas naciones se encuentran ubicadas en América del Sur y son dos de las economías más importantes de la región. 
Aunque Chile es uno de los dos países de Sudamérica que no comparten una frontera con Brasil (junto con Ecuador), existe un tránsito aéreo directo y de manera frecuente de pasajeros y carga entre ambos países, también por vía terrestre cruzando por Argentina o Bolivia, pudiendo o no pasar por Paraguay o Uruguay dependiendo de la ruta.
El acrónimo «Brachileno», es utilizado comúnmente para designar a las comunidades de descendientes y residentes de un país en el otro en señal de unidad y sincretismo cultural. La comunidad de chilenos residente en Brasil es la segunda más numerosa diáspora chilena en Sudamérica y la sexta a nivel mundial.

## Historia

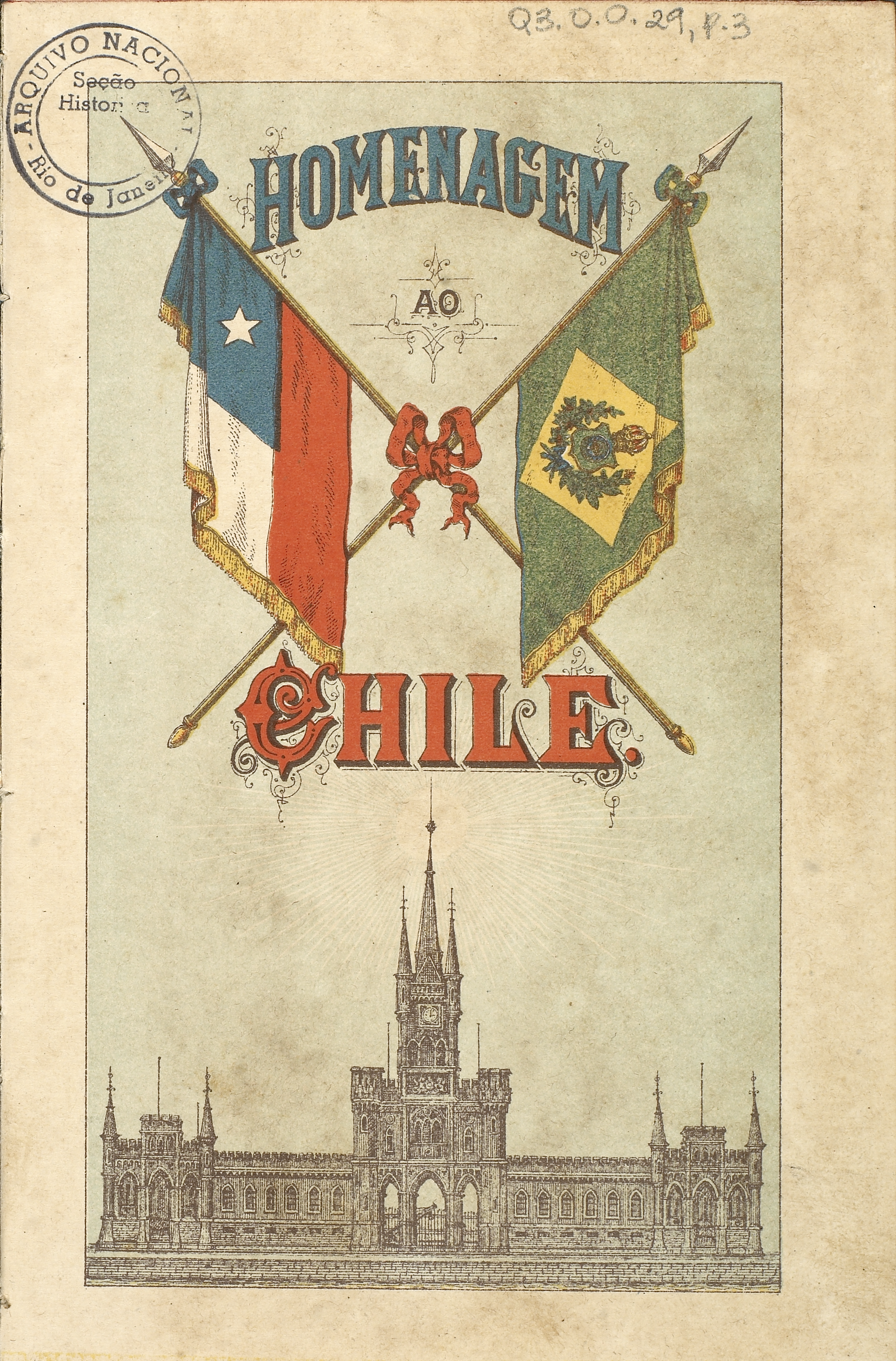
Portada del menú del banquete ofrecido a los oficiales del acorazado chileno “Almirante Cochrane” por el Presidente del Consejo de Ministros, Vizconde de Ouro Preto, realizado en la Isla Fiscal el 9 de noviembre de 1889.

Las primeras relaciones entre ambos territorios bajo sus denominaciones actuales comenzaron a partir del siglo XVII mientras Brasil era una colonia del Imperio portugués, en tanto Chile era una Capitanía General del Imperio español, no obstante y debido a pugnas entre sus respectivos colonialistas europeos, siempre hubo un distanciamiento mientras permanecieron bajo soberanía ibérica. Luego de que Brasil y Chile obtuvieron su independencia de Portugal y España respectivamente, durante gran parte de los siglos XIX y XX, Chile y Brasil se acercaron como estrechos aliados producto de las disputas territoriales entre Argentina y Brasil en Paraguay y Uruguay, y de Argentina con Chile por la Patagonia. Durante la Guerra del Pacífico, pese a que Brasil se mantuvo neutral, el gobierno brasileño a través de su diplomacia, apoyó discretamente al gobierno chileno como parte de la intervención extranjera en el conflicto. 
Chile y Brasil han actuado en conjunto en numerosas oportunidades como mediadores en conflictos internacionales, como para la ocupación estadounidense de Veracruz en 1914, un incidente que involucró a México y Estados Unidos, para solucionar esta situación, los gobiernos chileno y brasileño mediaron como miembros del Pacto ABC, evitando una guerra entre esas dos naciones. Recientemente, las fuerzas militares y de orden de Chile y Brasil han participado activamente en la Misión de Estabilización de las Naciones Unidas en Haití.

## Relaciones económicas y membresías en común
En 1996, Chile se suscribió como miembro asociado al Mercosur, lo que permitió una serie de acuerdos y tratados bilaterales entre Brasil y Chile en el marco económico dentro del bloque regional, entre el que destaca inicialmente la firma del Acuerdo de Complementación Económica Chile-Mercosur, que entró en vigor a partir del 1 de octubre de ese mismo año y se encuentra en plena vigencia.
En términos macroeconómicos, Chile exporta a Brasil principalmente productos y subproductos derivados del cobre, salmones y cloruro de potasio, también destaca el vino chileno como el cuarto destino mundial de las exportaciones de este producto; mientras que Brasil exporta a Chile mayoritariamente aceites crudos de petróleo, automóviles y carne de vacuno. En 2023, el intercambio comercial entre ambos países ascendió a los 13 050 millones de dólares estadounidenses, lo que supuso un 5,3% de crecimiento promedio anual en los últimos cinco años. Los principales productos exportados por Chile fueron cátodos de cobre, salmones y concentrados de molibdeno, mientras que Brasil exportó mayoritariamente aceites crudos de petróleo y vehículos para el transporte de pasajeros.
Existe un proyecto para la construcción de un corredor bioceánico que pretende unir el puerto chileno de Antofagasta por el Pacífico, con el puerto brasileño de Paranaguá por el Atlántico.
Con respecto a la participación mutua en organismos internacionales, ambos países son Estados miembros plenos de la Unión de Naciones Suramericanas (UNASUR), la Comisión Económica para América Latina y el Caribe (CEPAL), la Comunidad de Estados Latinoamericanos y Caribeños (CELAC), la Organización de Estados Americanos (OEA) y la Organización de Estados Iberoamericanos para la Educación, la Ciencia y la Cultura (OEI).

## Misiones diplomáticas
- Brasil tiene una embajada y consulado-general en Santiago de Chile.[7]
- Chile tiene una embajada en Brasilia y mantiene consulados generales en Porto Alegre, Río de Janeiro y São Paulo.[8]

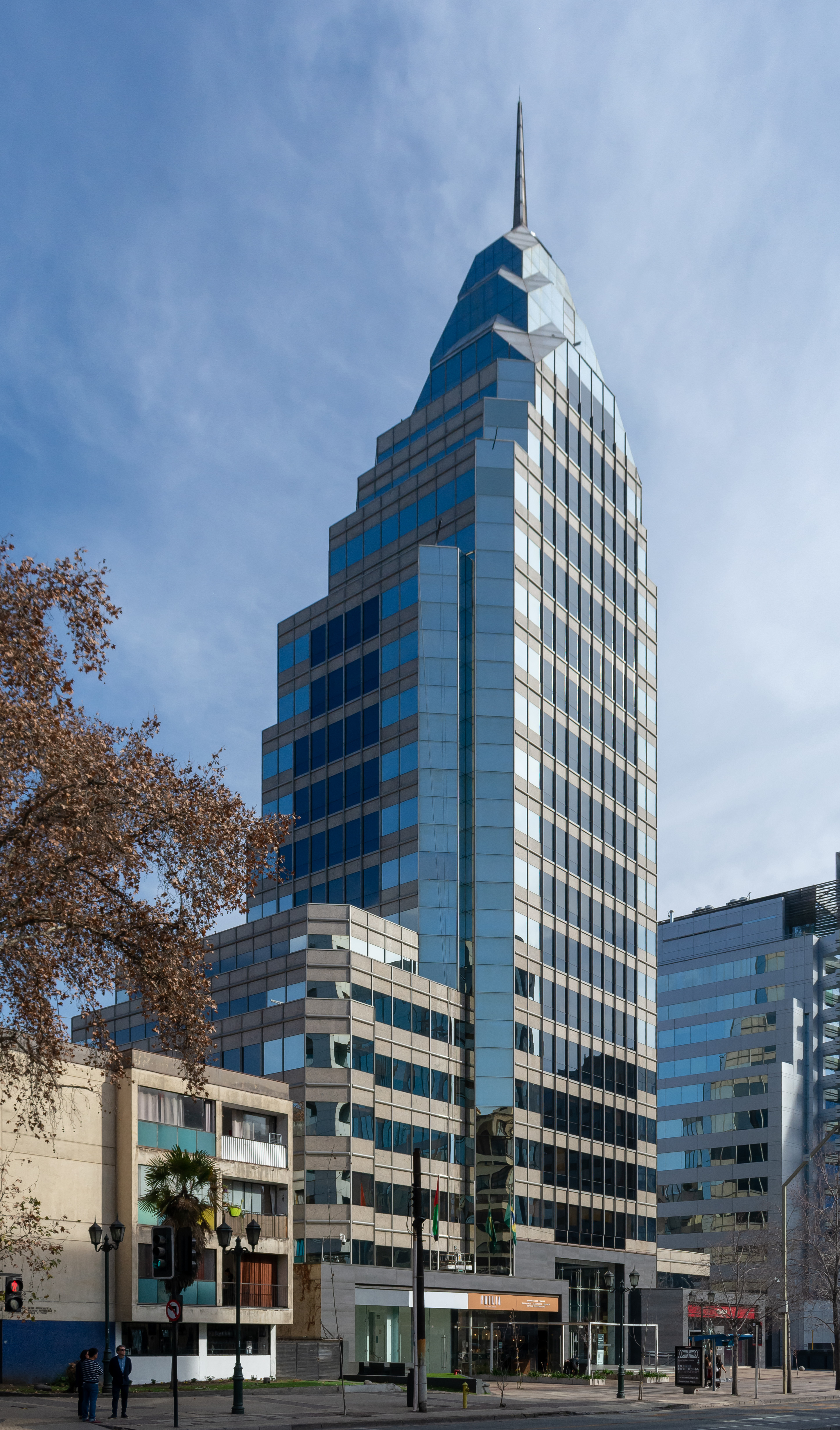
Edificio alojando a la embajada de Brasil en Santiago de chile
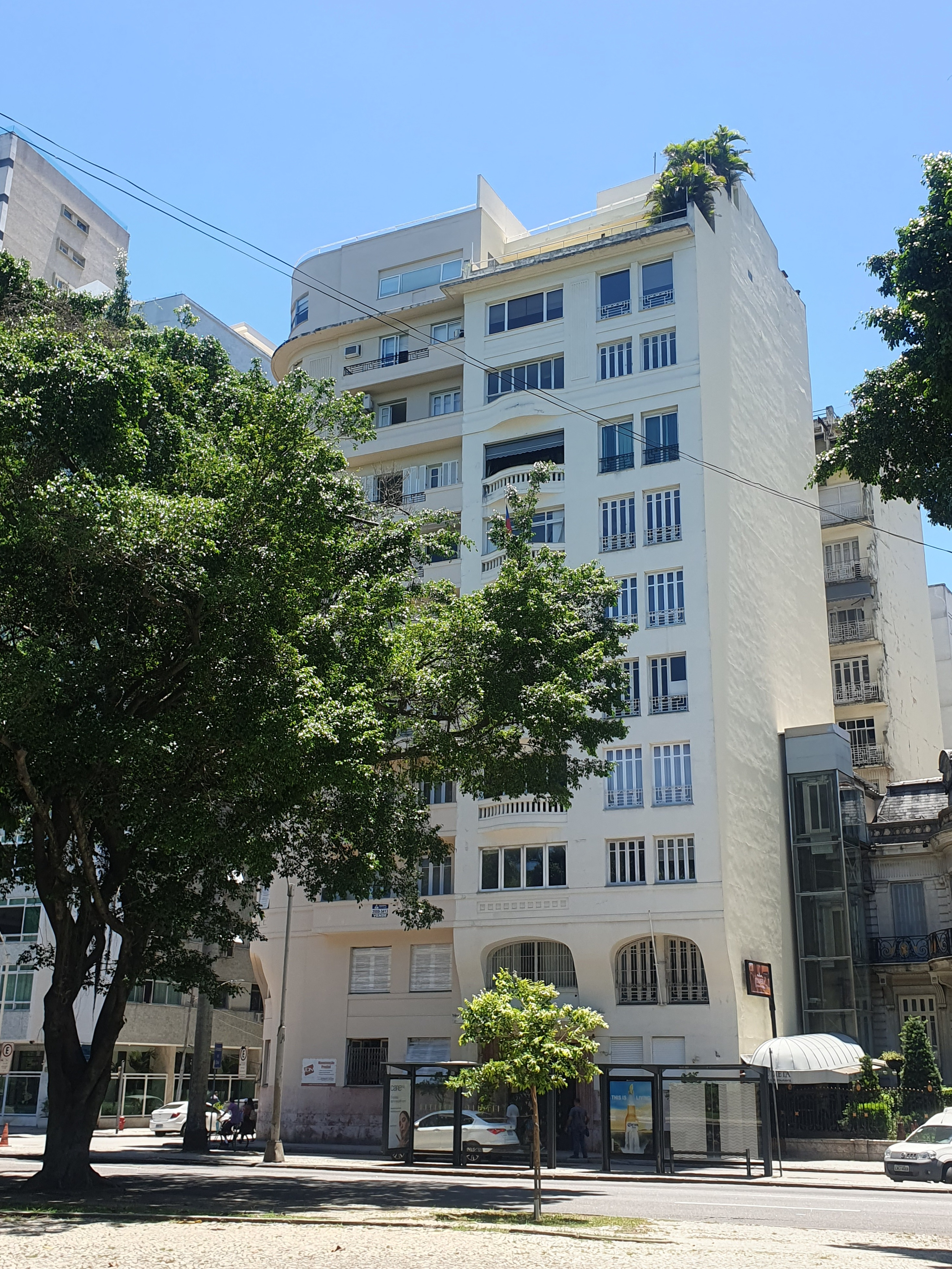
Consulado-General de Chile en Río de Janeiro